# Kańkowo
Kańkowo – wieś sołecka w Polsce położona w województwie mazowieckim, w powiecie ostrowskim, w gminie Małkinia Górna.
W latach 1975–1998 miejscowość administracyjnie należała do województwa ostrołęckiego.
Wierni Kościoła rzymskokatolickiego należą do parafii Najświętszego Serca Pana Jezusa w Małkini Górnej.